# Wacznadziani
Wacznadziani (gruz. ვაჩნაძიანი) – wieś w Gruzji, w regionie Kachetia, w gminie Gurdżaani. W 2014 roku liczyła 1529 mieszkańców.